# 王廷才
王廷才。奉天府開原縣人，清朝政治人物。同進士出身。

## 生平
王廷才於道光十九年（1839年）中式己亥科舉人，道光二十七年（1847年）考中丁未科張之萬榜三甲進士，與名臣徐樹銘、李鴻章、沈葆楨等同榜。曆任直隸鹽山、赤城、玉田、交河、香河縣知縣。

## 家族
孫王宗承於光緒六年（1880年）庚辰科會試中式，未及殿試而卒。